# Tropidophis stejnegeri
Espèce
Synonymes
- Tropidophis pardalis stejnegeri Grant, 1940
- Tropidophis haetianus stejnegeri Grant, 1940

Statut CITES
Tropidophis stejnegeri est une espèce de serpents de la famille des Tropidophiidae.

## Répartition
Cette espèce est endémique de Jamaïque.

## Description
C'est un serpent vivipare.

## Étymologie
Cette espèce est nommée en l'honneur de Leonhard Hess Stejneger.

## Publication originale
- Grant, 1940 : Notes on the reptiles and amphibians of Jamaica, with diagnoses of new species and sub-species. Jamaica Today, Edited by Perlock London, vol. 15, p. 151-157.